# Maison néo-bretonne

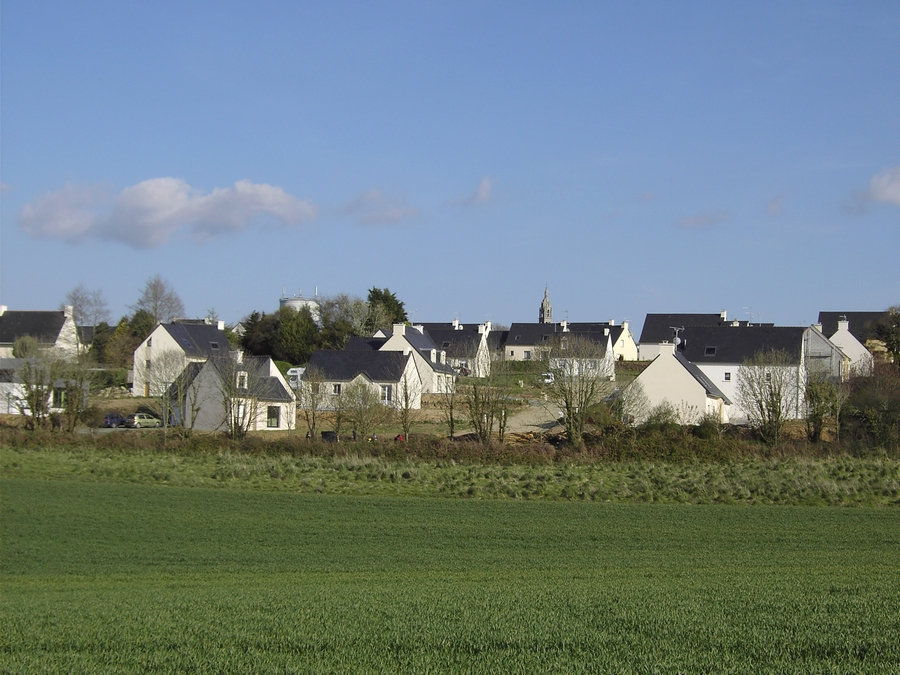
Lotissement de maisons néo-bretonnes à Plonéour-Lanvern, dans le Finistère.

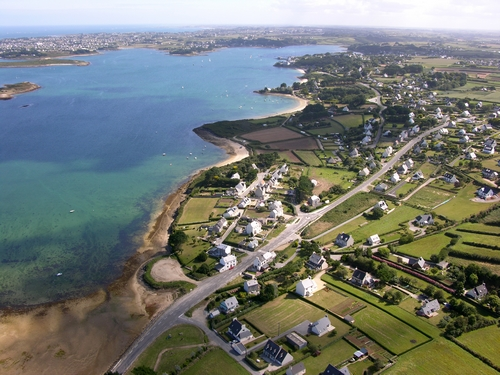
Vue aérienne de Landéda dans le Finistère, un exemple typique de l'impact de la multiplication de la construction de ces maisons dans le paysage breton contemporain.

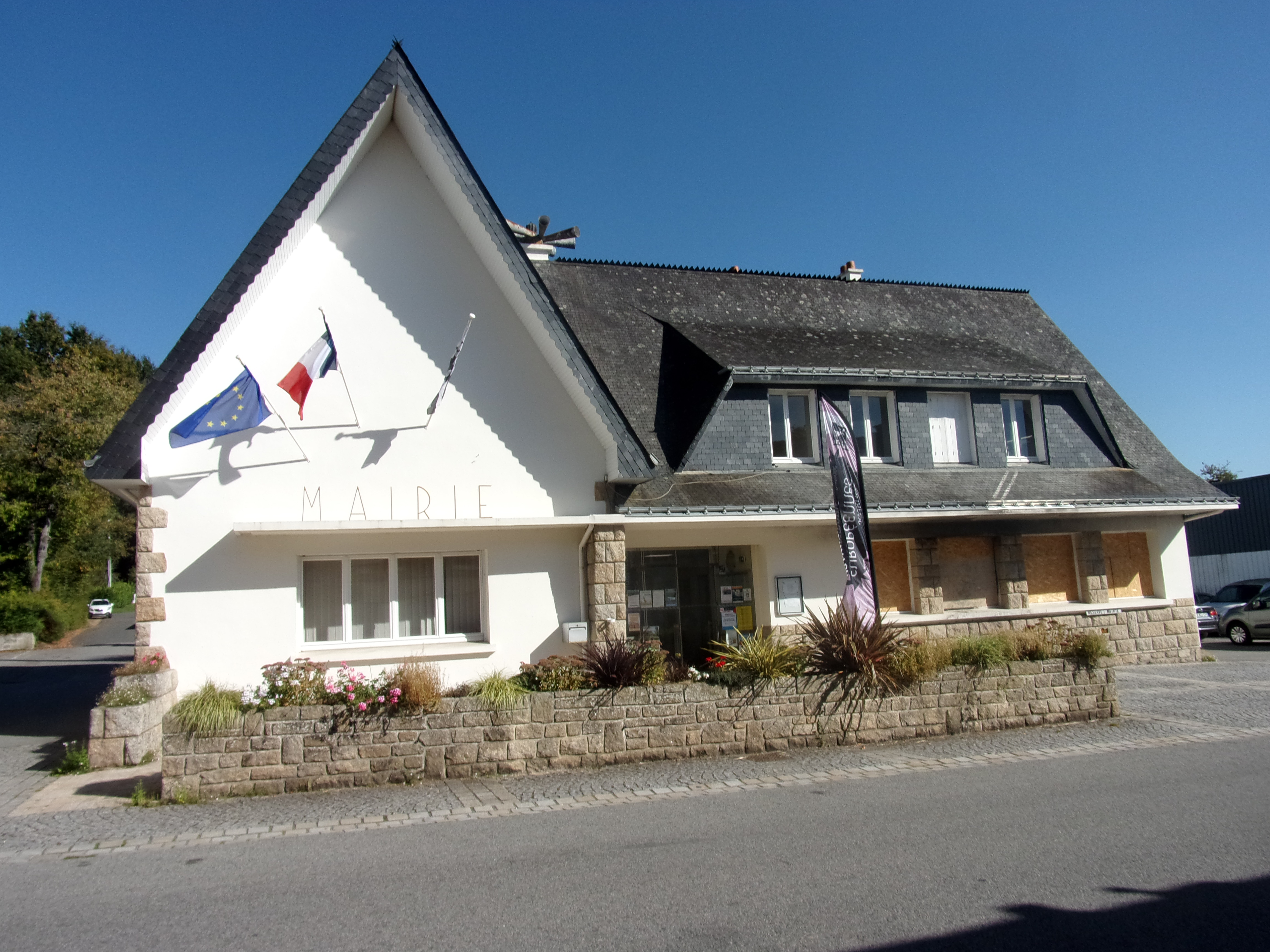
La mairie de Melrand, de style néo-breton.

Une maison néo-bretonne est un type de maison pavillonnaire construite depuis les années 1960 en Bretagne et dans une grande partie de la Loire-Atlantique et immédiatement reconnaissables à leurs toitures en ardoise à double pente, leurs murs blancs, et leurs massifs encadrements de portes et de fenêtres en granit,.

## Caractéristiques
Cette maison est souvent édifiée au sein d'un lotissement, mais on la retrouve un peu partout en Bretagne, tant aux pourtours des principales villes que dans les communes rurales. Elle est listée sous la typologie nationale MI-10 « maison périurbaine isolée ». 37500 logements seraient de ce type.
La maison néo-bretonne est une maison de plan rectangulaire souvent non-mitoyenne, caractérisée par leurs toitures en ardoise à double pente avec fréquemment des chiens-assis ou parfois des capucines, les pignons généralement sans ouvertures, et l'encadrement des ouvertures souvent rehaussés de granit. La maison est placée au centre d'une vaste parcelle. Un garage accolé ou en sous-sol peut être présent.
Cet habitat individuel cherche à conjuguer différents critères : semi-industrialisation de la construction (parpaings de béton, présence d'éléments normalisés) afin d'en réduire le coût et rendre ce logement accessible au plus grand nombre (notamment les jeunes couples), ou en tout cas aux classes moyennes, présence du confort moderne (dans une contrée où jusqu'à cette époque les logements anciens étaient souvent sous-équipés) et adaptation au style régional. On retrouve, à des degrés divers, ce dernier souci dans la plupart des régions françaises, d'autant plus quand elles sont périphériques et/ou avec une identité culturelle affirmée, (par exemple en Provence, où à partir de la même époque beaucoup de pavillons sont censés s'inspirer du mas, avec toiture en tuiles et murs ocre), mais en Bretagne le modèle local, « ardoise-blancheur-granit », s'impose avec une force particulière. Dans l'entre-deux-guerres, des tentatives avaient été déjà faites, pour créer un style architectural moderne breton, notamment par Olier Mordrel et Morvan Marchal, mais il s'agissait de réalisations très modernistes, à usages professionnels ou pour des clients fortunés.
La maison néo-bretonne actuelle (comme l'avait fait dans une certaine mesure l'architecture balnéaire locale au début du XXe siècle) reprend plus directement les codes traditionnels, notamment ceux des îles bretonnes, au risque de pouvoir être considérée comme une architecture passéiste, de cliché, voire de pastiche. Du fait de sa très large diffusion, elle a cependant acquis, pour le meilleur et pour le pire, le statut d'élément caractéristique du paysage breton contemporain. Elle est donc devenue, malgré un lien très éloigné avec les architectures traditionnelles de toute la Bretagne, un symbole de l'architecture régionale.

« La plupart des maisons construites ces cinquante dernières années semblent avoir un air de parenté connotant le pays. Cette uniformité est en fait bien étrangère aux habitations traditionnelles dont elle prétend pourtant s'inspirer et qui lui vaut son qualificatif de "néo-bretonne". »

— Laurence Le Du-Baylo
Leur popularité vient de l'accession à la propriété via les maisons particulières, liée à la création dans le même temps de normes administratives favorisant ce style. Pour Daniel Le Couédic, les habitants de la Bretagne en font alors un symbole identitaire. On peut aussi voir en elles aujourd'hui un symbole de la modernisation et de l'expansion économique de la Bretagne durant la fin du XXe siècle.

## Construction
Le maisons sont construites sur un vide sanitaire ou une pièce non-chauffée. Les murs sont en béton, parpaing ou brique creuse. La charpente en bois est en toiture double pente, couverte d'ardoise. L'isolation est absente jusqu'en 1975.